# Isabelle Champmoreau
Isabelle Champmoreau, née le 19 février 1975 à Nouméa (Nouvelle-Calédonie), est une femme politique française de Nouvelle-Calédonie. 
Membre du gouvernement de la Nouvelle-Calédonie en 2007, de 2015 à 2017 et à nouveau depuis 2019, elle est, de plus, vice-présidente du gouvernement de 2021 à 2025 sous l'étiquette L'AEC-MPC-LR.

## Origines et carrière dans l'enseignement
Fille de Patrick Champmoreau, officier de police à Nouméa, et de Michèle Bartholome, Isabelle Champmoreau est issue d'une famille métissée à la fois d'origine européenne (avec des ascendances bourguignonnes, lorraines, limousines et nordistes) installée depuis plusieurs générations en Nouvelle-Calédonie (« Caldoche ») et kanak. Elle est la petite-fille de l'ancien directeur d'école Guy Champmoreau (1921-1984), qui a donné son nom à l'école élémentaire Tuband II à Nouméa. Elle est également la cousine germaine de Gil Brial, également engagé en politique dans le même parti qu'elle.
Elle-même institutrice de formation, diplômée de l'Institut de formation des maîtres de Nouvelle-Calédonie (IFM-NC) à Nouméa, elle a enseigné pendant deux ans en école élémentaire dans le quartier de Rivière Salée. Mais elle s'engage rapidement en politique.

## Carrière politique

### Débuts au Rassemblement
Coresponsable du mouvement des Jeunes du Rassemblement pour la Calédonie dans la République (RPCR) devenu en 2004 le Rassemblement-UMP, elle est la collaboratrice de Pierre Bretegnier, 1er vice-président de l'Assemblée de la Province Sud de 2001 à 2004, et conseillère municipale de Nouméa depuis 2001. Seconde sur la liste du Rassemblement emmenée par le maire sortant Jean Lèques en 2008, elle devient après l'élection 2e adjointe au maire, chargée de la jeunesse, des écoles et des constructions publiques. 
Elle est également membre de l'éphémère premier gouvernement local de Harold Martin, immédiatement démissionnaire, en 2007. Elle est ensuite une des collaboratrices d'Annie Beustes, membre Rassemblement-UMP du deuxième gouvernement Martin chargée de l'Économie, du Travail, de la Fonction publique, du Commerce extérieur, des Douanes et du Suivi des Questions monétaires et de Crédit, de 2007 à 2009. 
Pour les élections provinciales du 10 mai 2009, elle est présente en 34e position sur la liste du Rassemblement-UMP conduite par Pierre Frogier en Province Sud. Celle-ci obtenant 15 sièges sur 40, Isabelle Champmoreau n'est pas élue.
Elle est la suppléante du sénateur Pierre Frogier du 1er octobre 2011 au 24 septembre 2017. 

### Dissidence des «Yannistes»
Aux élections législatives des 10 et 17 juin 2012, les candidats du Rassemblement-UMP, soutenus par l'Avenir ensemble et par le MoDem local de Didier Leroux, à savoir le sortant Gaël Yanno et le secrétaire général du parti Éric Gay, sont battus par ceux de Calédonie ensemble, Sonia Lagarde et Philippe Gomès, qui ont fait de ce scrutin un « référendum pour ou contre la coalition », la levée des deux drapeaux et plus généralement les stratégies adoptées par Pierre Frogier depuis 2009. Les médias locaux font état par la suite d'une lutte interne au sein du Rassemblement-UMP entre deux tendances, divisées sur les conséquences à tirer de cette défaite et donc la stratégie à adopter,. Isabelle Champmoreau, comme beaucoup d'adjoints au maire de Nouméa et beaucoup de membres de la jeune garde du parti, fait alors partie du « clan nouméen » ou « tendance Yanno » ou des « Yannistes », mené par le 1er adjoint au maire de Nouméa et ancien député Gaël Yanno qui avait à l'origine montré des réticences à l'égard des propositions de Pierre Frogier (surtout celles des deux drapeaux, tout en la soutenant par la suite et présidant à la cérémonie de leur levée à l'hôtel de ville de Nouméa). Pour eux, la défaite est bien un vote sanction à l'égard de la ligne choisie à partir de 2009 et, s'ils reconnaissent que les gestes de Pierre Frogier étaient « forts et symboliques », ils ont été finalement que des « concessions unilatérales » sans contrepartie ni geste réciproque du côté indépendantiste. Pour eux, le Rassemblement-UMP doit abandonner sa collaboration institutionnelle (mais pas le dialogue) avec les indépendantistes et se concentrer sur une nouvelle « entente républicaine », incluant même Calédonie ensemble.
La division interne née au lendemain des législatives aboutit finalement à une scission le 28 mars 2013, Gaël Yanno et ses partisans, dont Isabelle Champmoreau, faisant dissidence pour créer le Mouvement populaire calédonien (MPC), avec le soutien sur le plan national de Jean-François Copé. Le 17 octobre 2013, en vue des échéances électorales de 2014 (municipales et provinciales), le MPC participe à la formation de l'Union pour la Calédonie dans la France (UCF) l'unissant au Rassemblement pour la Calédonie (RPC, regroupant depuis 2006 les plus fidèles partisans de Jacques Lafleur) d'Isabelle Lafleur et au Mouvement républicain calédonien (MRC, fondé en 2011 par des opposants à la proposition des deux drapeaux) du conseiller municipal de Nouméa Philippe Blaise. Ils signent « un socle commun de valeurs » en huit points, dont surtout « le maintien de manière durable, dans une large autonomie, de la Calédonie dans la République française », « le retour d’une citoyenneté calédonienne ouverte, avec une condition d’accès de dix ans glissants et l’intégration des conjoints, au terme de l’Accord de Nouméa », « le non-transfert des compétences de l’article 27 de la loi organique », « la garantie du droit de propriété de tous les habitants de la Nouvelle-Calédonie », « la révision de la clé de répartition » entre les provinces, « la mise en place de pratiques de bonne gouvernance, pour garantir l’intégrité des élus calédoniens » ou encore « la recherche d’un drapeau » et « le maintien du nom du pays ». Cette UCF apparaît alors comme l'une des trois forces anti-indépendantistes en présence pour les scrutins de 2014, avec le Front pour l'unité (nom pris pour la campagne par l'Engagement pour une Calédonie dans la France ou ECF, qui regroupe autour du Rassemblement-UMP de Pierre Frogier le LMD de Simon Loueckhote, l'Avenir ensemble d'Harold Martin et Didier Leroux) et Calédonie ensemble.
Isabelle Champmoreau est alors en quatrième position de la liste « Union pour Nouméa » menée par Gaël Yanno lors de l'élection municipale des 23 et 30 mars 2014 dans le chef-lieu. Cette formation arrive deuxième au premier tour en talonnant celle de la chef de l'opposition sortante, la nouvelle députée Sonia Lagarde, de Calédonie ensemble, avec 34,66 % des suffrages exprimés mais, malgré une fusion avec la liste du FPU-Rassemblement-UMP entre les deux tours, est finalement battu avec 48,38 % des voix et 13 élus sur 53. Isabelle Champmoreau reste donc conseillère municipale de Nouméa, mais siège désormais dans l'opposition. 
Deux mois plus tard, lors des élections provinciales du 11 mai 2014, elle est septième sur la liste de l'UCF tirée par Sonia Backès en Province Sud. Celle-ci arrive troisième, derrière Calédonie ensemble de Philippe Gomès et le FPU de Cynthia Ligeard, avec 18,38 % des votes pour 8 élus sur 40 à l'assemblée provinciale et 6 sur 54 au Congrès. Isabelle Champmoreau devient ainsi pour la première fois de sa carrière politique conseillère provinciale du Sud. Le 5 juin 2014, Sonia Backès étant élue au sein du 13e gouvernement issu de l'accord de Nouméa (et étant reconduite dans le 14e gouvernement le 31 décembre suivant), Isabelle Champmoreau la remplace comme membre du Congrès en tant que suivante de liste. Elle la remplace également en tant que présidente du groupe de l'UCF, secrétaire de la Commission permanente et présidente de la commission intérieure de l'Enseignement et de la Culture au Congrès. 

### Membre des gouvernements Germain et Santa
Puis, lorsque Sonia Backès démissionne de l'exécutif local le 10 juillet 2015, c'est à nouveau Isabelle Champmoreau qui la remplace comme membre du 14e gouvernement de Nouvelle-Calédonie. Elle est chargée le 15 juillet 2015 de l'animation et du contrôle d'une partie des secteurs laissés vacants par cette démission, à savoir de la Protection sociale, de la Solidarité, du Handicap, et de la Politique de la famille, à quoi s'ajoute la Protection judiciaire de l'enfance et de la jeunesse, jusque-là détenue par le président de l'exécutif Philippe Germain. Elle laisse à ce dernier la responsabilité des secteurs de l'Agriculture, de l'Élevage et de la Pêche. En 2019, elle devient membre du gouvernement Santa, en charge de l’enseignement, du handicap, de la famille, de la lutte contre les violences intra familiales et du bien-être animal.  

### Vice-présidente du gouvernement de la Nouvelle-Calédonie
Le 22 juillet 2021, après la chute du gouvernement Santa qui est tombé le 2 février précédent par la démission collective de ses membres indépendantistes, elle est élue vice-présidente du dix-septième gouvernement de Nouvelle-Calédonie présidé par l'indépendantiste kanak Louis Mapou. Seule femme membre du gouvernement, elle est chargée de l'enseignement, des questions relatives à l'Enseignement supérieur, à l'égalité des chances, à la santé scolaire, à la famille, à l'égalité des genres, à la lutte contre les violences conjugales et au bien-être animal.  